# Deutsche Konzession in Tientsin

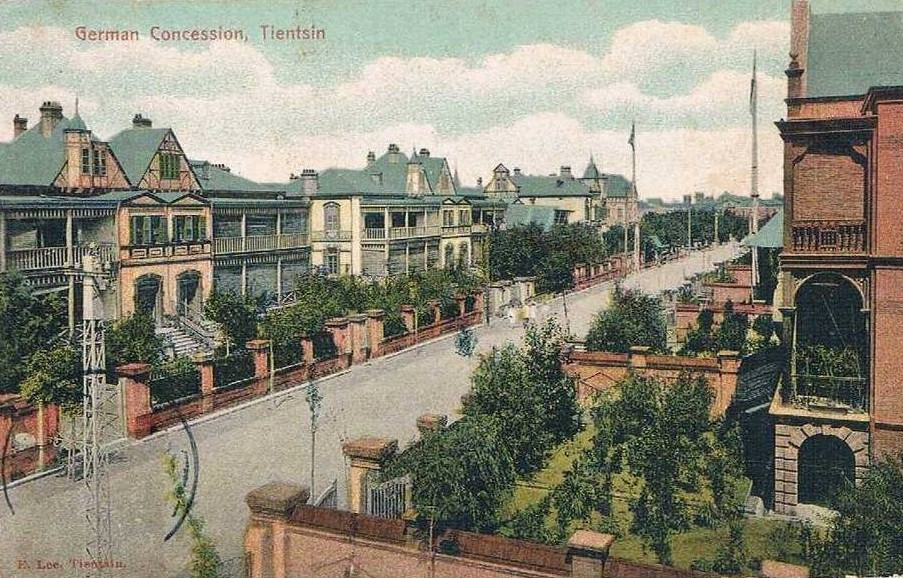
Straßenansicht, um 1910

Die Deutsche Konzession in Tientsin (chinesisch 天津德租界) war ein Verwaltungsgebiet des Deutschen Reiches in Tientsin (Tianjin) in China von 1895 bis 1917.

## Lage

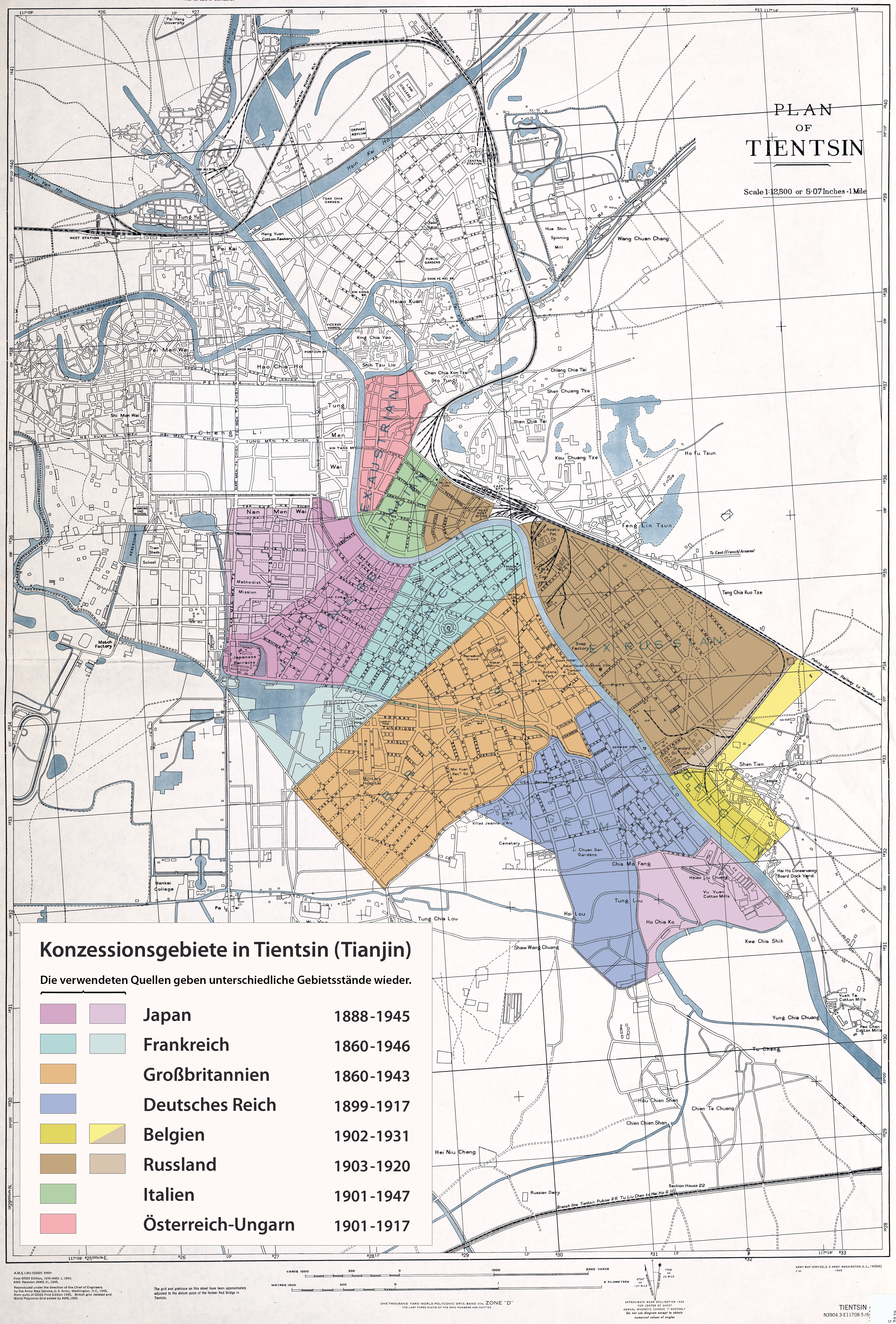
Konzessionsgebiete in Tientsin, deutsches Gebiet unten (blau)

Das deutsche Konzessionsgebiet lag südlich der Kernstadt von Tientsin und des britischen Konzessionsgebietes westlich des Flusses. Es hatte um 1901 eine Größe von etwa 1,4 km² mit etwa 26.000 Einwohnern, darunter 5.000 Nichtchinesen.
Tientsin lag an der Wasserstraße von Peking zum Pazifischen Ozean, dessen Hafen war deshalb für den deutschen Handel von Bedeutung.

## Geschichte

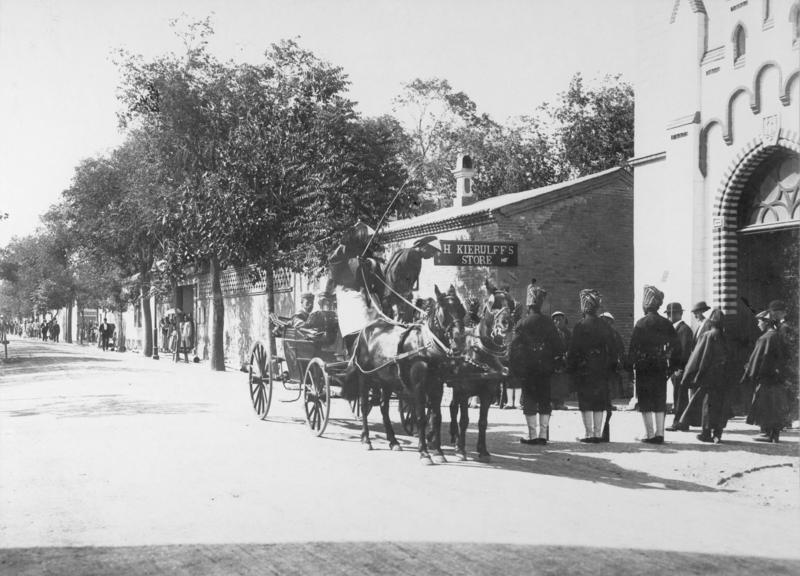
Prinz Heinrich von Preußen vor dem Deutschen Club, 1898

Spätestens seit den 1870er Jahren lebten deutsche Geschäftsleute in der chinesischen Stadt Tientsin.
Am 30. Mai 1895 forderte der deutsche Diplomat Alfred Pelldram von der chinesischen Qing-Dynastie Konzessionsgebiete auch für das Deutsche Reich, wie sie bereits Großbritannien, Frankreich und weitere westliche Länder hatten.
Er begründete dies mit der deutschen Unterstützung bei der Rückgewinnung der Liaodong-Insel von Japan.
Am 3. Oktober 1895 wurde ein deutsches Konzessionsgebiet in Harbou bewilligt, am 30. Oktober in Tientsin.

Wenige Tage später wurde bereits mit dem Bau der ersten beiden Hauptstraßen begonnen, die eine Verbindung zum britischen Konzessionsgebiet herstellen sollten.
1899 gab es eine erneute Vereinbarung über die Konzession.
Nach der deutschen Beteiligung an der Niederschlagung des Boxeraufstandes wurde das Gebiet um 1901 mehr als verdoppelt.
Nach dem Eintritt Chinas in den Ersten Weltkrieg wurde die Konzession am 14. August 1917 von diesem wieder eingegliedert.

Dieser Verlust wurde vom Deutschen Reich 1919 im Friedensvertrag von Versailles akzeptiert.

## Nutzung

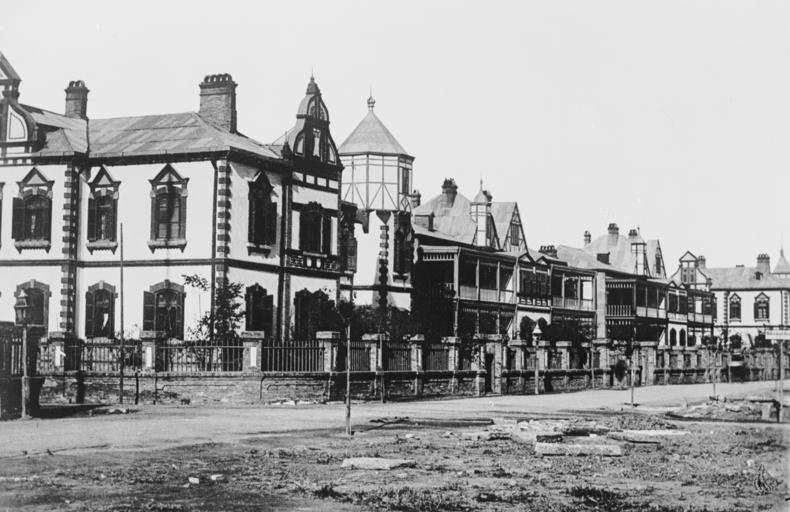
Wilhelmstraße

Entlang der Wilhelmstraße und weiterer Straßen wurden zahlreiche Gebäude errichtet, von denen einige in einem prunkvollen deutschen Gründerzeitstil gestaltet waren. Sie wurden von deutschen und anderen Unternehmen und Bewohnern genutzt. Um 1900 lebten im deutschen Konzessionsgebiet 5.000 Nichtchinesen und 21.000 Chinesen.
Einige Gebäude sind erhalten.
- Deutsches Konsulat, an der Kreuzung Wilhelmstraße und Monumentenstraße
- Kasernen für 1.400 deutsche Soldaten während der Niederschlagung des Boxeraufstandes, ab 1902 1.200
- Deutscher Club (German Club), entworfen von den Architekten Curt Rothkegel und Ruth Kegan
- Kiessling-Restaurant, 1901 von Albert Kiessling, mit europäischen Gerichten.
- Konzertsaal
- Concordia-Club
- Residenzen von Zhang Xun und Liu Guanxiong
- Deutsch-Asiatische Bank

Einige deutsche Unternehmen ließen sich auch im nördlich benachbarten britischen Konzessionsgebiet nieder.
Auch nach 1917 lebten deutsche Geschäftsleute weiter in Tientsin.

## Deutsche Konsule in Tientsin
- Alfred Pelldram (1881–1885)
- Albert Evan Edwin Reinhold Freiherr von Seckendorff (1889–1896)
- Dr. Rudolf Eiswaldt (1896–1900)
- Arthur Zimmermann (1900–1902)
- Paul Max von Eckardt (1902–1905)
- Hubert von Knipping (1906–1913)
- Fritz Wendschuch (1913–1917)